# خدابخش کردتمندانی
خدابخش کردتمندانی (زادهٔ ۱۳۳۶ در خاش) نمایندهٔ حوزهٔ انتخابیهٔ خاش در دورهٔ پنجم مجلس شورای اسلامی بوده‌است.